# Vas Imre (orvos)
Vas Imre, 1918-ig Weinberger Imre (Miskolc, 1898. december 14. – Budapest, 1966. július 19.) tüdőgyógyász, az orvostudományok kandidátusa (1957). 

## Élete
Weinberger Lázár közjegyzői írnok és Moskovics Ráchel gyermekeként született. Orvosi tanulmányait a Budapesti Tudományegyetemen kezdte. Az első világháború alatt orvostanhallgatóként katonai szolgálatot teljesített. A háború után nem térhetett vissza a budapesti egyetemre, ezért a Pécsi Tudományegyetemen szerzett oklevelet 1923-ban. Ezt követően 1935-ig a Charité Poliklinikán dolgozott belgyógyászként, majd 1935 és 1940 között az Újpesti Tüdőbeteggondozó Intézetben működött. A második világháború idején zsidó származása miatt elbocsátották állásából, s többször munkaszolgálatra került. 1944-ben az Auschwitzi koncentrációs táborba deportálták, s végül 1945 augusztusában tért vissza Magyarországra. 1945–49-ben Budapesten az Amerikai úti Szeretetkórházban a tbc-osztályt vezette. 1949-től 1966-ig a Szabadsághegyi Állami Tüdőgyógyintézet igazgató főorvosa. Kidolgozta a tbc-s betegek rehabilitálásának alapelveit. Fő érdeme a tüdőbetegségek korai időszakban történő felismerése és a betegek társadalmi, orvosi visszavezetése a termelőmunkába.
Házastársa Halász Anna (1905–?) volt, Héber Ferenc és Moskovitz Ida lánya, akit 1928. május 6-án Budapesten, az Erzsébetvárosban vett nőül.
A budapesti Farkasréti temetőben helyezték végső nyugalomra.

## Főbb művei
- A tüdőbetegek rehabilitációja (Budapest, 1959)

## Díjai, elismerései
- Weil Emil-emlékérem (1957)
- Korányi Frigyes-emlékérem (1961)[9]